# Palomera
Palomera település Spanyolországban, Cuenca tartományban. Palomera Cuenca, Buenache de la Sierra, Mohorte és La Cierva községekkel határos. Lakosainak száma 191 fő (2024).

## Népesség
A település népessége az utóbbi években az alábbiak szerint változott:
| Lakosok száma | 163  | 189  | 170  | 187  | 194  | 183  | 167  | 171  | 157  | 191  |
|               | 2001 | 2004 | 2006 | 2009 | 2011 | 2014 | 2016 | 2019 | 2021 | 2024 |